# Kaiser’s
A Kaiser’s egy német kiskereskedelmi csoport és multinacionális vállalat, melynek központja Németországban, Mülheim an der Ruhr-ban van. Magyarországon 1994 és 2011 között volt jelen, 2003 és 2011 között a magyarországi üzletek a SPAR tulajdonában voltak.

## Története
A Kaiser’s Kaffee Geschaeft arculatáról ismert „piros kávéskanna” figura 100 éves múlttal rendelkezik. A cég egy Rajna melletti kisvárosban, Viersenben született meg 1880-ban, amikor Joseph Kaiser belépett szülei üzletébe: azon ötlete, hogy élelmiszeren kívül frissen őrölt kávét is áruljanak a vegyeskereskedésben, bevált. A szokatlan szolgáltatás kasszasiker lett, a kis bolt vállalkozássá nőtte ki magát: hamarosan saját kávépörkölő üzemük, csokoládégyáruk, pékségük lett. Saját nyomdában készültek a gondosan megtervezett csomagolóanyagok a termékek számára, üzleteik nyitását szórólappal, hirdetésekkel adták tudtul. 1950-ben, Joseph Kaiser halála után fia Walther és Gottfried Löhrer vette át az irányítást. Új stratégiát dolgoztak ki a boltokra: tovább bővítették a választékot: húst, felvágottat, zöldséget és gyümölcsöt kínálva. 1952-ben mutatták be Duisburgban az első önkiszolgáló üzletet. A cég jelképévé a sikert megalapozó kávéskannát választották.

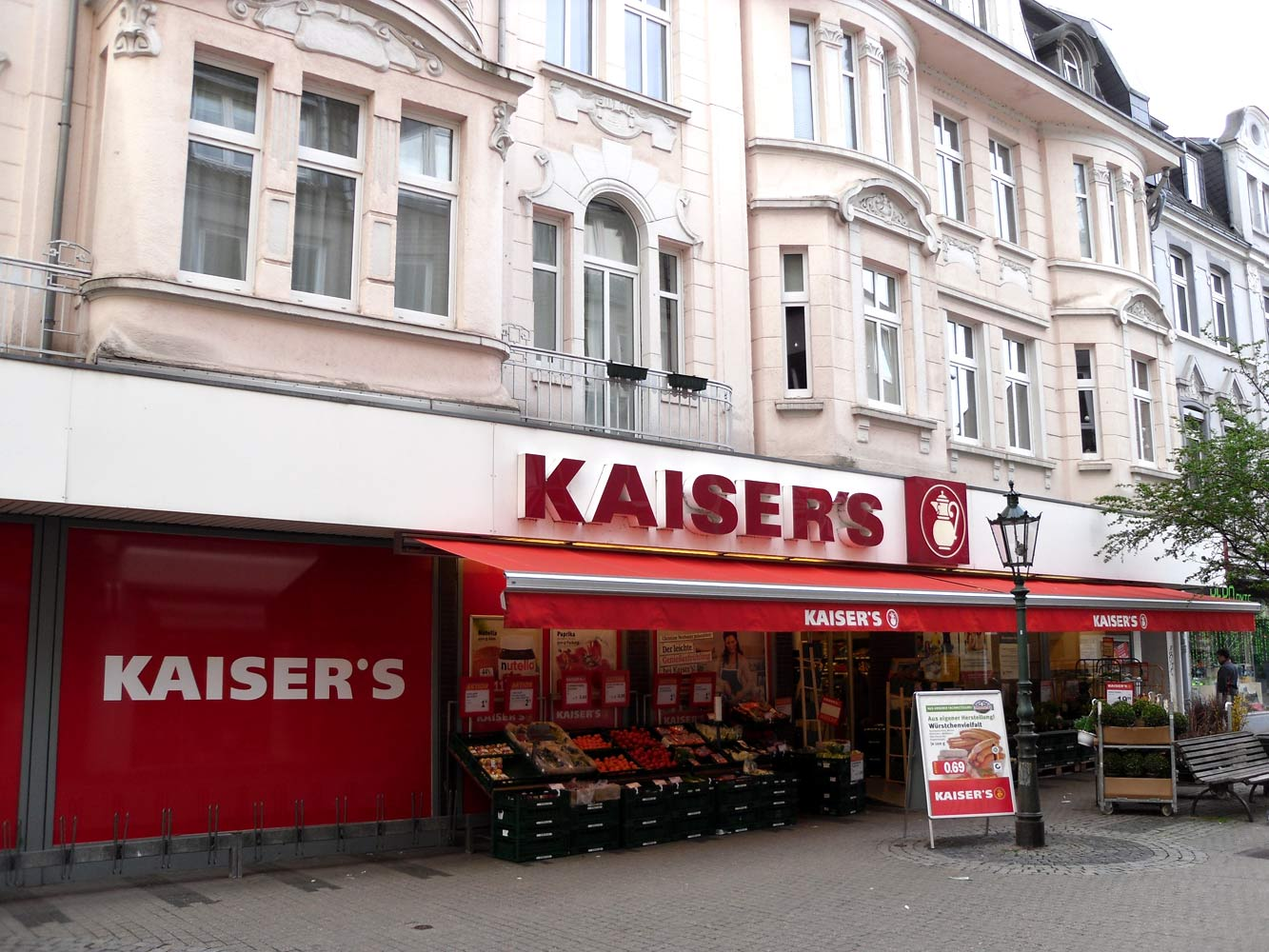
Kaiser’s áruház Düsseldorfban

Magyarországon 1994-ben jelent meg, a Tengelmann csoport piacra lépésével. A cégcsoport az általa megszerzett Skála és Centrum áruházaiban szeretett volna megjelenni egy magasra pozicionált szupermarket márkával. A csoport másik márkája, az alacsonyabb árfekvésre törekvő Plus élelmiszer-diszkont 1992-ben jelent meg az országban, elsősorban a lakótelepeken üzemelő hajdani ABC élelmiszeráruházak privatizációja során nyitott üzleteket.

## A Kaiser’s üzletlánc Magyarországon

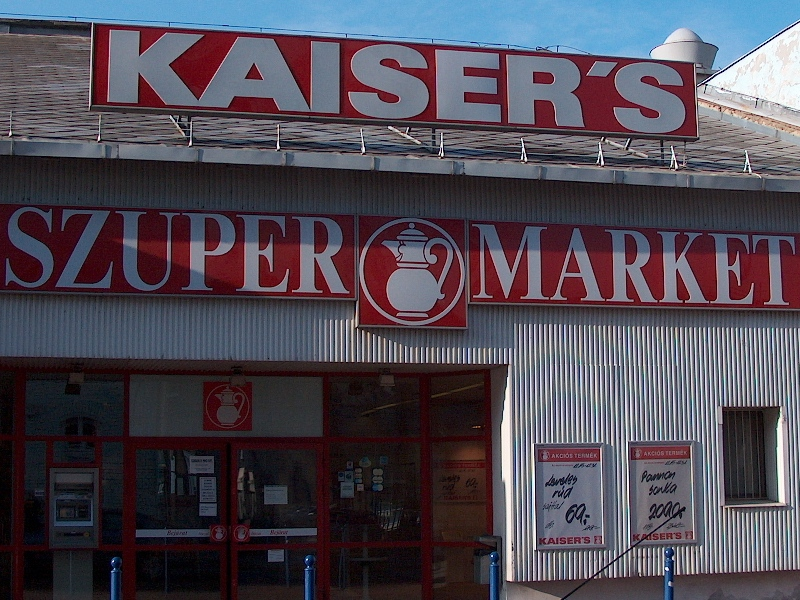
Kaiser’s áruház Budapesten, a Váci úton

A Kaiser’s elsősorban a tehetősebb, magas választékot igénylő vásárlóközönséget szólította meg. Mindegyik üzletre jellemző volt a széles választék, a gyümölcs-zöldség-pult, a saját pékség, valamint a húspult, ahol kizárólag a legjobb minőségű termékek voltak kaphatóak. Így hamar a magyar vásárlók kedvenceivé váltak, és rengeteg törzsvásárlót szereztek maguknak. A lánc 2000-ben vezette be SuperShop pontgyűjtő programját, a Plus élelmiszer-diszkonttal együtt.

## Főbb üzletei
Eleinte a Tengelmann csoport Skála és Centrum áruházakban nyitott üzleteket, az elsőt a Skála Budapest Nagyáruházban, 1994 januárjában. A későbbiekben üzletet nyitott többek között a Skála Metró, a Centrum Corvin áruházakban, valamint a Klauzál téri Vásárcsarnokban. Vidéken Győr, Székesfehérvár, Kecskemét és Miskolc lakói találkozhattak a Skála-Centrum áruházak földszintjén a piros kávéskannával, a Kaiser’s logójával. Emellett Szentendre központjában is jelen volt az üzletlánc.
A későbbiekben a terjeszkedést Budapest tehetősebb részein, a II. kerületben, valamint a III. kerületben folytatta, de nyílt üzlete a Damjanich utcai volt trolibusztelep épületében és Vácott is. 22. üzletét 2003. szeptember 25-én nyitotta, a III. kerületi Stop.Shop bevásárlóparkban.

## Tulajdonosváltás

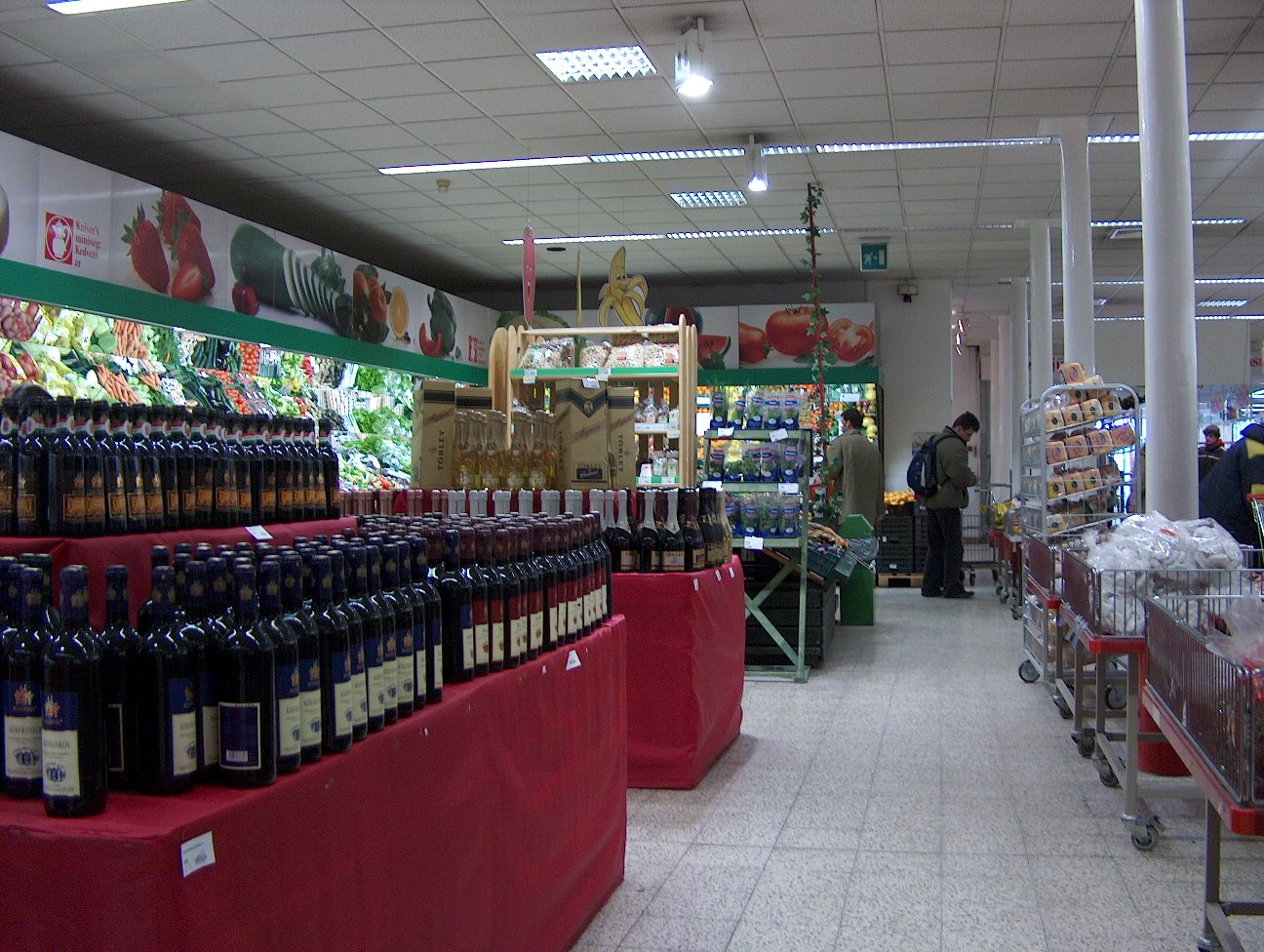
Kaiser’s áruház berendezése

A Tengelmann csoport 2003-ban úgy döntött, hogy inkább Plus diszkonthálózatának fejlesztésére helyezi a hangsúlyt, a Kaiser’s-t pedig eladja. Így 2003. október 1-jétől a Spar tulajdonába került a szupermarketlánc. A Spar tovább folytatta a korábbi hagyományokat, és tovább erősítette a termékportfóliót saját márkás termékeivel. Emellett közös katalógusokat, weboldalt hoztak létre a Spar csoport üzletei számára.
2008-ban a Spar a 174 magyarországi Plus diszkontot is megvásárolta, így tovább erősödött a Spar-csoport magyarországi jelenléte. A Plus diszkontokat 2009 augusztusáig fokozatosan alakították át Sparrá.
2011. december 27-től a Kaiser’s szupermarketek is Spar szupermarketté váltak. Ennek keretein belül számos Kaiser’s-t építettek át, újítottak fel a korszerűség jegyében. A Kaiser’s üzletek így Spar-ként folytatják működésüket.